# Barry Douglas
Barry Douglas, född 4 september 1989 i Glasgow, är en skotsk fotbollsspelare (vänsterback) som spelar för St. Johnstone. Han har även representerat det skotska landslaget.

## Klubblagskarriär

### Skottland: Queen's Park, Dundee United
Douglas fostrades i Livingstons ungdomsakademi men fick lämna klubben vid 16 års ålder då han ansågs vara "för liten". Han tillbringade ett år utanför fotbollen innan han bjöds in att träna med amatörklubben Queen's Park. I augusti 2008 debuterade han som 18-åring för klubben i en match mot Stranraer i den skotska andradivisionen. Han spelade 65 matcher och gjorde tio mål under en tvåårsperiod innan han 2010 värvades av Dundee United i skotska Premier League, och spelade 61 matcher under tre år med klubben.

### Utlandet: Lech Poznań, Konyaspor
I maj 2013 inledde Douglas en treårig vistelse med den polska klubben Lech Poznań, där han blev en nyckelspelare och bidrog till att klubben 2015 vann både Ekstraklasa och supercupen. I januari 2016 värvades han av turkiska Konyaspor. Under ett år med Konyaspor var Douglas med och vann den turkiska cupen för första gången i klubbens historia.

### Wolverhampton Wanderers
I juli 2017 värvades Douglas av Wolverhampton Wanderers på ett tvåårskontrakt. Han spelade 39 seriematcher under sin första säsong med klubben, som vann Championship med nio poängs marginal. Douglas bidrog med fem mål och 14 målgivande passningar, delat flest i divisionen. Det försvar han utgjorde en nyckeldel av höll nollan i 18 matcher. Trots detta valde Wolves att ersätta honom vid uppflyttningen till Premier League, initialt genom lånevärvningen av Jonny Castro från Atlético Madrid.

### Leeds United
Den 28 juli 2018 blev Douglas klar för Championship-klubben Leeds United, efter att ha skrivit på ett treårigt kontrakt. Övergångssumman angavs ligga på tre miljoner pund, inklusive eventuella tillägg för klausuler. Han debuterade för Leeds i säsongspremiären den 5 augusti 2018, genom att spela hela matchen när Stoke City besegrades med 3-1. Douglas spelade sammanlagt 27 matcher för Leeds under sin debutsäsong, som avslutades i förtid då han ådrog sig en knäskada under segern med 3–2 mot Millwall den 30 mars 2019.

### Återkomst i Lech Poznań
Den 2 juli 2021 blev Douglas klar för en återkomst i Lech Poznań, där han skrev på ett tvåårskontrakt.

### St. Johnstone
Den 21 oktober 2024 återvände Douglas till Skottland och skrev på ett kontrakt över resten av säsongen med St. Johnstone.

## Landslagskarriär
Den 27 mars 2018, vid 28 års ålder, gjorde Douglas sin landslagsdebut med ett inhopp när Skottland besegrade Ungern i en träningsmatch.